# Frittole
Le terme frittole (en calabrais : frittuli, rarement au singulier frittula) désigne un plat typique de toute la province de Reggio de Calabre à base d'abats de porc mises au rebut, comme les os avec les morceaux de viande restants après le nettoyage, la peau, quelques entrailles. La préparation consiste à placer la viande et la graisse dans une grande marmite appelée caddara et à la remplir d'eau salée jusqu'au niveau de la viande. Ils sont cuits pendant au moins 5 h et sont prêts lorsque la couenne de porc est retirée de la marmite et maintenue en place. Les petits morceaux de viande qui se déposent au fond de la marmite bouillante portent des noms différents selon l'endroit où ils sont préparés. Les beignets de porc sont typiques de la ville de Reggio de Calabre.
Une préparation similaire, utilisée dans la région de la Vénétie, est appelée mas-cio.